# Matylda (krava)
Krava Matylda je postala znana, ko je o njeni skoraj dveletni odsotnosti s kmetije 15. julija 2015 poročala poljska hiša TVN24.
Leszek Zasada iz kraja Zloty Stok na zahodu Poljske je Matyldo kupil 2013, a že dan po tem, ko jo je pripeljal na kmetijo, je ušla s posestva v bližnji gozd. Okoliški kmetje so jo večkrat videli in so se pritoževali nad škodo, ki jo dela na poljščinah. Sprva jo je spremljalo tele, a je zaradi mrzle zime poginilo. Lastnik Zasada jo je lovil na konju in s psi, nastavljali so ji tudi pasti ter najeli veterinarja, ki naj bi jo umiril, a brez uspeha. Lastnik je kravo privedel nazaj tako, da jo je nekaj časa obiskoval v gozdu in ji nosil sol, jabolka in zelje.